# ماثيو وايت (صحفي)
ماثيو وايت (بالإنجليزية: Matthew White)‏ هو صحفي أسترالي، ولد في 16 أبريل 1970 في أستراليا.